# Hang Luồn (Tràng An)
Hang Luồn Tràng An là hang dạng karst trên sông Sào Khê ở vùng đất xã Trường Yên huyện Hoa Lư tỉnh Ninh Bình .
Hang thuộc khu cố đô Hoa Lư, nhóm di tích Tràng An Cổ. Hang ở cách trung tâm hành chính xã Trường Yên cỡ 2,6 km về phía nam, có thể tiếp cận bằng đường bộ hoặc đi thuyền theo sông. Để đến xã này đi theo Quốc lộ 1 tại thị trấn Thiên Tôn rẽ theo đường 38B đi cỡ 5 km .

## Hang Luồn và thơ văn
Hang Luồn thuộc khu cố đô Hoa Lư, nên thi nhân các thời kỳ từng đến thưởng lãm và làm thơ văn.
Chúa Trịnh Sâm (1739 - 1782) đến thăm Cố đô Hoa Lư đã đi thuyền qua hang Luồn, vịnh thơ và kêu tên chữ là "Xuyên Thủy Động" .
Phạm Văn Nghị (1805-1884) thì có bài thơ nôm:
| “ | Giữa núi, xuyên qua một chiếc ngòi, Ai xoi khéo bấy, thợ trời xoi. Đòi phen phong vũ đều không tới, Mấy lớp công hầu cũng phải chui. Hòm sách đã in Quan trạng đứng, Thạch bàn còn đợi khách câu ngồi. Thanh bình thú ấy nào ai biết, Ai biết xin đừng mách bảo ai. | ” |

## Sự kiện xây dựng trái phép 2017
Năm 2017 một công ty đã đầu tư xây dựng trái phép ở khu vực hang và lân cận những công trình theo phong cách đa dạng. Những xây dựng này làm cho đi lại dễ hơn, nhưng phá hỏng cảnh quan thiên nhiên của vùng. Năm 2018 những xây dựng này được cưỡng bức phá bỏ .